# Zduny (gmina, Grande-Pologne)
Pour les articles homonymes, voir Zduny (homonymie).
Zduny est une gmina mixte du powiat de Krotoszyn, Grande-Pologne, dans le centre-ouest de la Pologne. Son siège est la ville de Zduny, qui se situe environ 6 km au sud-ouest de Krotoszyn et 90 km au sud de la capitale régionale Poznań.
La gmina couvre une superficie de 85,2 km2 pour une population de 6 946 habitants en 2006.

## Géographie

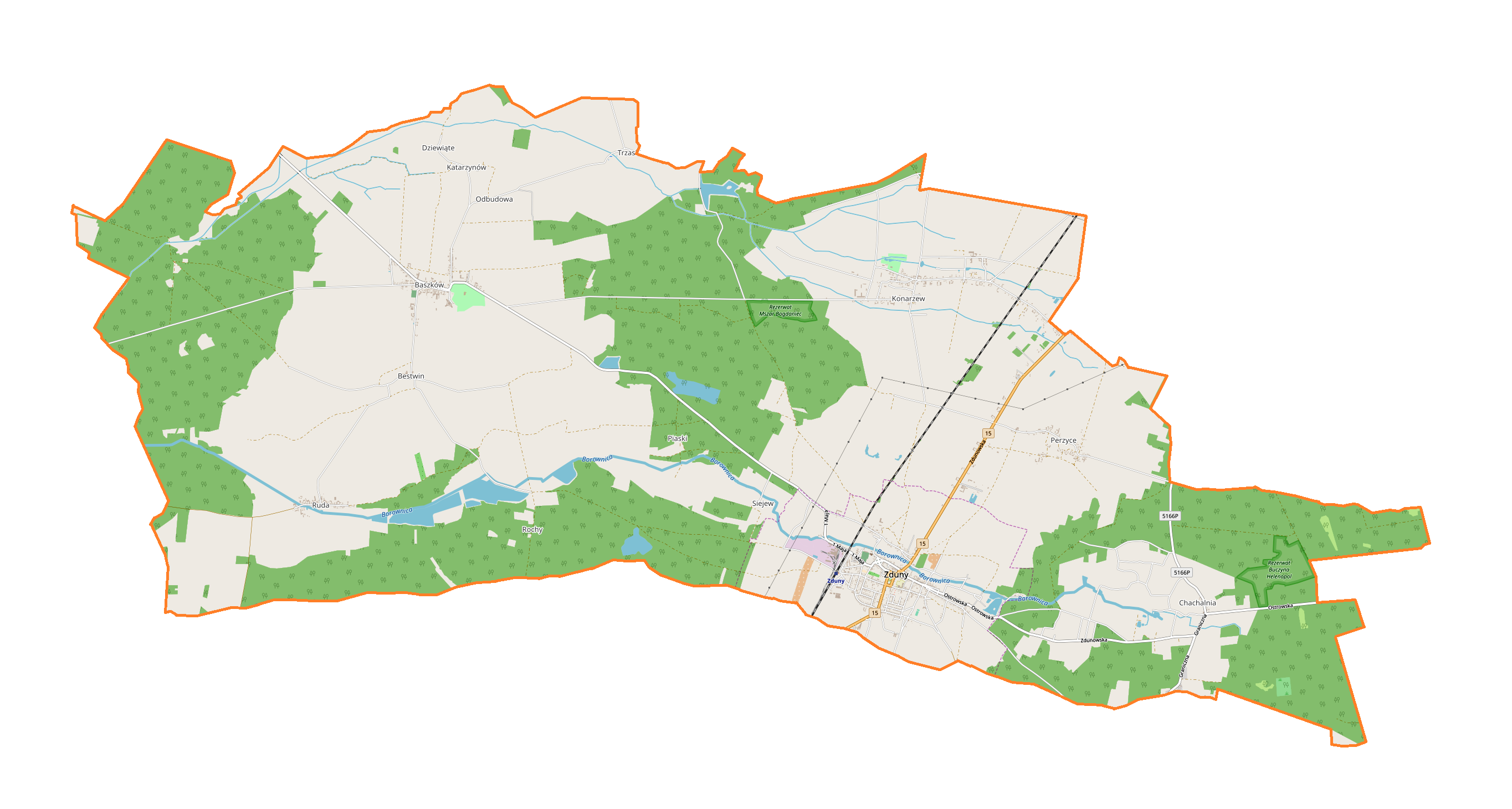
Plan de la gmina.

Outre la ville de Zduny, la gmina inclut les villages et les localités de :
- Baszków
- Bestwin
- Chachalnia
- Konarzew
- Perzyce
- Piaski
- Ruda

### Gminy voisines
La gmina de Zduny est bordée :
- de la ville de :
  - Sulmierzyce

- des gminy de :
  - Cieszków
  - Jutrosin
  - Kobylin
  - Krotoszyn
  - Milicz

## Structure du terrain
D'après les données de 2002 la superficie de la commune de Zduny est de 85,2 km2, répartis comme tel :
- terres agricoles : 50 %
- forêts : 41 %

La commune représente 11,93 % de la superficie du powiat.

## Démographie
Données du 30 juin 2004 :
| Description        | Total  | Total | Femmes | Femmes | Hommes | Hommes |
| ------------------ | ------ | ----- | ------ | ------ | ------ | ------ |
| Unité              | Nombre | %     | Nombre | %      | Nombre | %      |
| population         | 6 883  | 100   | 3 460  | 50,3   | 3 423  | 49,7   |
| Densité (hab./km²) | 80,8   | 80,8  | 40,6   | 40,6   | 40,2   | 40,2   |